# 2,4,5-三氯苯氧乙酸
2,4,5-三氯苯氧乙酸，也称2,4,5-涕酸或2,4,5-T，可用作植物的生长调节剂、除草剂。纯品为白色无臭晶体，难溶于水，对人体有一定危害。根据不同植物施用适当计量，可以防止植物落花落果，但用量不当会使植物受到严重伤害。
2,4,5-三氯苯氧乙酸具有一定的毒性，對老鼠的LD50是389mg/kg ，而大鼠是500 mg/kg。
美軍在越戰時於越南所噴灑的橙劑之中，即含有2,4,5-T。